# Кужелев, Николай Николаевич
Никола́й Никола́евич Ку́желев (род. 20 марта 1971, Брянская область) — российский муниципальный деятель, глава управы района Вешняки в 2018—2019 годах.

## Краткая биография
Николай Кужелев родился 20 марта 1971 года в Брянской области.
В 1994 году окончил Московскую сельскохозяйственную академию имени К. А. Тимирязева.
C 2012 по 2014 года занимал должность главы управы района Сокольники, позднее, с 2014 по 2018-й — района Новокосино.
В ноябре 2018 года был вновь назначен на должность главы управы, но уже района Вешняки распоряжением мэра Москвы Сергея Собянина № 924-РМ. 
В следующем году назначен заместителем префекта Восточного округа Москвы и освобождён от прежней должности.
14 декабря 2023 года уволен с должности по собственному желанию.